# كيتا إندو
كيتا إندو (باليابانية: 遠藤渓太)، من مواليد 22 نوفمبر 1997م، وهو لاعب كرة قدم ياباني محترف، شارك مع زملائه في التشكيلة الثابتة لبطولة كأس العالم تحت 20 سنة، والتي أستضافته كوريا الجنوبية.